# Ay amor (canción de Flans)
«Ay amor» es el tercer sencillo del grupo femenino mexicano Flans, extraído de su álbum debut homónimo de estudio Flans (1985).
La canción es incluida del álbum Flans de 1985, es compuesta por los autores Mariano Pérez, Jose (Chacho Argueta Hernandez Productor y Director musical ,. La voz principal de la canción es interpretada por Ilse, a coros con Mimi e Ivonne.

## Versiones
Posteriormente al éxito alcanzado por Flans con este tema, se ha convertido en clásico del grupo, y otros cantantes han versionado, extendiendo así la importancia del tema en el género musical romántico, entre los cantantes que lo han interpretado se encuentran Nicho Hinojosa en su álbum En el bar de 2000, María Inés Guerra en el programa La Academia de 2002 y Thalía en su álbum Primera fila: Thalía de 2009, la canción se puede encontrar en la versión japonesa de Primera fila, en descarga digital vía itunes y en la edición especial de Primera Fila titulada "Primera Fila, un año después". 
El tema fue nuevamente interpretado y versionado por las integrantes de Flans —Ilse, Ivonne y Mimí— durante su gira Tour Flans Primera fila e incluida en el álbum en vivo Primera fila: Flans de 2014, álbum por el cual el grupo musical obtienen disco de oro, y disco de platino por altas ventas en México.